# 薩拉多 (亞利桑那州)
薩拉多（英語：Salado）是位於美國亞利桑那州阿帕契縣的一個非建制地區。該地的面積和人口皆未知。

## 地理
薩拉多的座標為34°26′01″N 109°24′38″W / 34.43361°N 109.41056°W，而該地的平均海拔高度為1787米（即5863英尺）。